# Serra de Água
Serra de Água est une freguesia portugaise située dans la ville de Ribeira Brava, dans la région autonome de Madère.
Avec une superficie de 24,70 km2 et une population de 4 224 habitants (2001), la paroisse possède une densité de 53,3 hab/km2.